# Smoła pogazowa
Smoła pogazowa, smoła węglowa, dawniej: maź pogazowa – smoła otrzymywana w wyniku odgazowania węgla kamiennego w temperaturze około 1000 °C. Jest jednym z produktów ubocznych (ok. 3–5% masy surowego węgla) z produkcji koksu z węgla kamiennego, dawniej również była produktem ubocznym z produkcji gazu świetlnego. Jest wydzielana z surowego gazu koksowniczego, w którym pary smoły występują w stężeniach rzędu 100 g/m³. Smoła pogazowa znajduje zastosowanie w lecznictwie jako produkt standaryzowany pod nazwą „prodermina”.
W temperaturze pokojowej smoła węglowa to czarna, mazista ciecz o intensywnym zapachu, o gęstości 1,19-1,24 kg/dm³.
Jest mieszaniną wielu (co najmniej 300) związków organicznych, dlatego zwykle jest poddawana dalszej destylacji na frakcje o określonym składzie i określonych właściwościach.
Z szeroko stosowanej destylacji retortowo-kolumnowej uzyskuje się różne frakcje olejów smołowych i 50–60% pozostałości w formie paku.
Najczęściej wydzielane frakcje olejów smołowych według wzrastających temperatur wrzenia i gęstości w 20 °C (uwaga: podane wartości są orientacyjne, ponadto różne źródła nie zawsze stosują jednakowy podział, a dokładne zakresy temperatur są dobierane dla konkretnej instalacji przemysłowej, konkretnego surowca i żądanego produktu):
- olej lekki (90–170 °C; ≤ 0,95 kg/dm³), stanowiący ok. 1% smoły, o składzie podobnym do benzolu, dlatego łączony z nim do dalszej przeróbki
- oleje średnie, stanowiące łącznie ok. 12–16% smoły; gęstość 1,00–1,04 kg/dm³:
  - olej karbolowy (fenolowy, ok. 1,5–2,5% smoły; 175–210 °C) – zawierający znaczną ilość składników kwaśnych, w tym fenolu i krezoli (kwasy karbolowe)
  - olej naftalenowy (207–230 °C) – zawierający głównie (ok. 60%) naftalen, po oddzieleniu którego (metodą krystalizacji), olej odciekowy bywa powtórnie rozdestylowany
- oleje ciężkie, stanowiące łącznie ok. 10–11% smoły; 1,05–1,10 kg/dm³:
  - olej płuczkowy (235–285 °C), po wydzieleniu naftalenu stosowany głównie przez samą koksownię w płuczkach do absorpcji benzolu z gazu koksowniczego
  - olej acenaftenowy (260–320 °C; 2–3% smoły, o ile jest osobno wydzielany; gęstość ok. 1,10 kg/dm³)
- olej antracenowy (300–360 °C, ok. 11–12% smoły, a 240–360 °C, do ok. 25% smoły, o ile najcięższe oleje nie są rozdzielane), o charakterystycznej zielonkawej fluoryzującej barwie; gęstość ok. 1,12 kg/dm³
- olej chryzenowy (315–420 °C; ok. 5–6% smoły, o ile jest osobno wydzielany; gęstość ok. 1,15 kg/dm³).